# Pompeo Giannantonio
Pompeo Giannantonio  (* 10. November 1923 in Limosano; † 29. März 2001 in Neapel) war ein italienischer Romanist und Italianist.

## Leben und Werk
Giannantonio studierte in Neapel bei Cesare Foligno. Mit Salvatore Battaglia gab er dort von 1962 bis 1971 die Zeitschrift Filologia e letteratura heraus. Er lehrte zuerst in Bari (1969), ab 1970 an der Universität Neapel (von 1970 bis 1972 auch an der Universität Salerno). Er war von 1972 bis 1999 an der Universität Neapel Professor für italienische Literatur. 1973 begründete er die Zeitschrift Critica letteraria.

## Werke

### Dante
- Dante e l’allegorismo, Florenz 1969
- (Hrsg. mit Giorgio Petrocchi) Questioni di critica dantesca, Neapel 1969
- Endiadi. Dottrina e poesia nella «Divina Commedia», Florenz 1983,  Turin 1990
- (Hrsg.) Inferno. Purgatorio. Paradiso, 3 Bde., Neapel 1986, 1989, 2000 (Göttliche Komödie)

### Rossetti
- Bibliografia di Gabriele Rossetti, Florenz 1959
- (Hrsg.) Gabriele Rossetti, Commento analitico al «Purgatorio» di Dante Alighieri, Florenz 1967
- (Hrsg. mit anderen) Gabriele Rossetti, Carteggi, 6 Bde., Neapel 1984–2006 (Briefwechsel)

### Alfons von Liguori
- (Hrsg.) Alfonso M. de Liguori e la società civile del suo tempo. Atti del convegno internazionale per il bicentenario della morte del santo, 1787–1987, Napoli, S. Agata dei Goti, Salerno, Pagani 15–19 maggio 1988, Florenz 1990
- (Hrsg.) Alfonso M. de Liguori e la civiltà letteraria del Settecento. Atti del convegno internazionale per il tricentenario della nascita del santo, 1696–1996, Napoli, 20–23 ottobre 1997, Florenz 1999

### Weitere Werke
- L’Arcadia napoletana, Neapel 1962
- Giuseppe Parini, Neapel 1963
- Pietro Giannone, 2 Bd., Neapel 1964–1965
- Problemi linguistici del Settecento, Neapel 1970
- Cristoforo Landino e l’Umanesimo volgare, Neapel 1971
- Lorenzo Valla. Filologo e storiografo dell’Umanesimo, Neapel 1972
- Studi linguistici, Neapel 1972
- (mit Giorgio Petrocchi) Letteratura critica e società del 900, Neapel 1974
- Invito alla lettura di Michele Prisco, Mailand 1977
- Contemporanea, Neapel 1981
- Rocco Scotellaro, Mailand 1986
- Alla scuola del Manzoni, Turin 1989
- Giovanni Verga, Neapel 1991
- L’Arcadia tra conservazione e rinnovamento, Neapel 1993
- Il Novecento letterario, Neapel 1994
- Testimonianze cristiane, Neapel 1994
- Itinerari dell'uomo. Indagini e prospettive critiche, Neapel/Rom 1996